# Левківка (Житомир)
Левківка — місцевість Житомира, у межах Корольовського адміністративного району, на схід від середмістя. Розташовується на берегах річки Мала Путятинка, у районі перетину її з вулицею Корольова.
Назва походить від історичного найменування вулиці обабіч якої розташовується місцевість — Левківської (нинішня Корольова), яка, відповідно, веде до села, колишнього містечка Левків.
Межує Левківка з Кашперівкою на північному заході, із житловим масивом Промавтоматика — на півночі, з Хінчанкою — на сході, з Мікрорайоном Східним — на південному сході, з Путятинкою — на південному заході та Старим Містом на заході.
Забудова характеризується переважанням садиб. Наявні також вільні від забудови території, зокрема землі рекреації.

## Історичні відомості
В дорадянські часи значними територіями біля річки Малої Путятинки володіла поміщиця Кундіч. Маєток Кундіч знаходився на правому березі річки Мала Путятинка. Пізніше, 1933 року, на бувших володіннях Кундіч закладено Ботанічний сад.      
У 1930-ті роки землі під назвою «Левківка» передають до Житомирського сільськогосподарського інституту. На базі інституту облаштовують науково-дослідні поля, які існують дотепер.   
У грудні 1961 року у місцевості з'являється трамвай — введено в експлуатацію трамвайний маршрут № 5, що з'єднував центр міста із вулицею Левківською (Корольова). Влаштоване розворотне кільце на розі вулиць Східної та Левківської. З липня 1963 року і дотепер трамвай курсує по вулиці Левківській до льонокомбінату.     
У 1990-х роках на Левківці зводять новий корпус факультету ветеринарної медицини Житомирського сільськогосподарського інституту.     

## Сучасність

### Транспортне забезпечення
Місцевість Левківка перетинає із заходу на схід вулиця Корольова, по якій здійснюється трамвайний рух. Вулицю Корольова перетинає вулиця Вітрука - одна із найвагоміших магістралей Корольовського району міста, по якій пролягають як тролейбусні, так і автобусні маршрути.  

### Інфраструктура

#### Навчальні та виховні заклади
- Технологічний факультет Поліського національного університету;
- Факультет ветеринарної медицини Поліського національного університету.

#### Підприємства, установи та організації
- Житомирське трамвайно-тролейбусне управління (ЖТТУ).

#### Заклади торгівлі
- Ринок «Молодіжний».

#### Рекреаційні зони та пам'ятки
- Ботанічний сад Поліського національного університету;
- Дослідні поля Поліського національного університету;
- Контактний зоопарк свійських тварин Поліського національного університету[5].